# Buenos días a todos
Buenos días a todos, est une émission de télévision matinale chilienne, diffusée sur TVN et présentée par Javiera Contador.

## Animateurs
- Tati Penna (1992)
- Margot Kahl (1993-2002)
- Jorge Hevia (1992-2006)
- Tonka Tomicic (2005-2009)
- Katherine Salosny (2009-2010)
- Felipe Camiroaga (†) (1992, 2005-2011)
- Carolina de Moras (2010-2011)
- Julián Elfenbein (2011-2015)
- María Luisa Godoy (2016)
- Karen Doggenweiler (2002-2004, 2011-2016)
- Javiera Contador (2016)

### Remplacements
- Margot Kahl (1992)
- Bárbara Rebolledo (2001-2003)
- Tonka Tomicic (2004)
- María Eugenia Larraín (2007)
- Martín Cárcamo (2008-2010)
- Katherine Salosny (2009)
- Carolina de Moras (2010)
- Julián Elfenbein (2011)
- Karen Doggenweiler (1997-2001, 2011)
- Raquel Argandoña (2011)
- Ignacio Franzani (2011-2012)
- Jean Philippe Cretton (2012)
- José Miguel Viñuela (2012-2015)
- Jordi Castell (2014-2015)
- Claudia Conserva (2013-2015)
- Rodrigo Muñoz (2015-2016)

## Panélistes
- Carol Kresse (2000-2005)
- Ítalo Passalacqua (2001-2003)
- Daniella Campos (2002-2003)
- Renata Bravo (2002-2003)
- Titi García-Huidobro (2002-2003)
- Julio César Rodríguez (2004-2006)
- Alejandra Valle (2004-2006)
- Álvaro Salas (2008-2010)
- Fernanda Hansen (2008)
- Jennifer Warner (2009)
- Juan Cristóbal Foxley (2009)
- Katherine Orellana (2009-2010)
- Fabrizio Vasconcellos (2011-2013)
- Ricarte Soto (†) (2005-2013)
- Allison Göhler (2013-2014) (météorologue)
- Raquel Argandoña (2006-2007, 2010-2014) (commentatrice de spectacles)
- Daniel Stingo (2012-2014) (avocat)
- Macarena Venegas (2014) (avocate)
- Macarena Tondreau (2009-2014) (commentatrice de spectacles)
- Jordi Castell (2014-2015) (photographe et commentateur de spectacles)
- Luis Sandoval (2013-2015) (journaliste et commentateur de spectacles)
- Rocío Ariste (chef internationale)
- Carolina Jorquera (???-2015) (commentatrice de mode)
- Nicolás Copano (2015)
- Ramón Llao (2015)
- Werne Núñez (2015)
- Iván Torres (météorologue)
- César Parada (chef internationale)

Presse
- Mauricio Bustamante
- Mónica Pérez
- Gonzalo Ramírez

## Équipe
- Directeur: Mauricio Correa (1992-2014) et María Eugenia Camus (2015-2016)
- Producteur: Gustavo Cariaga et Tita Colodro (2015-présent)
- Éditeur journalistique: Juan Carlos Díaz et Paula Ovalle
- Sub-éditrice journalistique: Carolina Román C.
- Présentation: Julián Elfenbein et Claudia Conserva
- Journalistes: Macarena Saavedra, Álvaro García del Otero, Christian Herren, Gino Costa et Bernardita Middleton
- Anciens journalistes: Roberto Bruce (†)
- Voix-off annonceur: Patricio Frez (1992-2011) et Álvaro García del Otero (2011-présent)
- Secrétaire: Alejandra Luna Dagnino
- Centre de documentation: Manuel Sarmiento

## Éditions spéciales

### 4000 programmes
Entre la semaine du 15 au 19 décembre 2008 ont eu lieu à 4000 programmes qui s'est réuni le matin l'air, revoir les vidéos bloopers et des moments plus complexes qui a été témoin du programme depuis son lancement sur les ondes, en 1992.